# Pojken som överlevde Förintelsen
Pojken som överlevde Förintelsen (utgiven 2008) är en gripande självbiografisk bok av Thomas Buergenthal, en av de yngsta som kom levande ur förintelselägret Auschwitz-Birkenau. I boken, som är skriven ur barnets perspektiv, förklarar han att det var tack vare tur, smarta föräldrar och en stark överlevnadsinstinkt som han klarade sig. Förutom livet i Auschwitz och befrielsen av sovjetiska och polska trupper, då han var elva år, skildrar Buergenthal även sitt livs gestaltning efter detta. Han lyckades återförenas med sin mor och när han blev äldre emigrerade han till USA där han utbildade sig till jurist. Sedan dess har han blivit en internationellt känd domare och författare till ett dussintal böcker i internationell rätt och mänskliga rättigheter.